# Rumanía en el Festival de la Canción de Eurovisión
Rumanía participa en el Festival de la Canción de Eurovisión desde 1994. Su mejor resultado ha sido un tercer puesto con "Let Me Try" en el 2005 y en el 2010 con el tema "Playing With Fire" interpretado por Paula Seling y Ovi. Además con la primera ya han logrado su primera victoria en una semifinal.
Rumanía intentó debutar en 1993. Sin embargo, no logró calificarse dentro de la semifinal para países de Europa del Este, retrasando su debut hasta 1994. No obstante, el resultado fue tan bajo que no pudo participar en 1995, dadas las reglas del festival. En 1996, participó de nuevo, pero no logró pasar de la ronda preclasificatoria. En 1997 tampoco logró clasificar debido a los resultados anteriores. En 1998 regresó a Eurovisión, pero terminó en 23.º lugar, de un total de 25, lo cual resultó que volviera a ser relegada. En el año 2000, el grupo Taxi volvió a obtener un mal resultado.
En el 2002 el país pudo participar de nuevo, terminando en 9.º lugar, desde entonces el país ha tenido buenos resultados, siendo su peor resultado un 20.º lugar en 2008.
Para el 2009 el país solo quedaría una posición arriba con respecto al año anterior y para 2010 lograría un nuevo 3.º lugar con "Play With Fire". Para el 2011 al igual que el año anterior serían cuartos en la semifinal pero esta vez se tendrían que conformar con un 16.º puesto. En 2012 llegarían con un fresco tema en español titulado "Zaleilah" el cual le daría un 12.º lugar. En 2013 lograría un respetable 13.er lugar y en 2014 volvería el dúo representante en 2010, aunque lograron un segundo lugar en su semifinal volverían a ocupar la duodécima posición. En 2015, después de tantos años cerca del Top 10, lograría solo una 15.ª posición. Curiosamente, desde 2010 lleva integrando el Top 5 en cada semifinal sin contar su descalificación en 2016.
Rumanía es uno de los países que se ha visto beneficiado del voto "vecinal" o "de bloque", y al voto de la diáspora. Debido a su posición en Europa del este, Rumanía suele obtener votos de los países vecinos; especialmente recibe puntuaciones altas por parte de Moldavia, España e Israel, gracias al elevado número de residentes rumanos en esos países.
En tan solo 6 veces, este país ha logrado estar dentro del TOP-10 dentro de una gran final.
En 2016, la UER decidió expulsar a Rumanía del concurso tres semanas antes de la gran final por acumular una deuda de más de 10 millones de euros y no subsanarla en el plazo establecido. Iba a actuar en el puesto 12.º de la segunda semifinal.
En la edición de 2017, Rumanía acabó en una 7ª posición, siendo la sexta vez que el país consigue quedar entre los 10 primeros puestos.
En 2018, Rumanía es eliminada en las semifinales por primera vez en su historia desde la implementación de las semifinales en 2004. Rumanía consigue la 11ª posición en la semifinal y se queda a 4 puntos de conseguir el pase en la final (solo los 10 primeros puestos pasan a la final).

## Participaciones
Leyenda
     Ganador
     Segundo puesto
     Tercer puesto
     Cuarto o quinto puesto (Top 5)
     Último puesto
| Año                            | Sede       | Artista                      | Canción                        | Final              | Pts.               | Semifinal               | Pts.                    |
| ------------------------------ | ---------- | ---------------------------- | ------------------------------ | ------------------ | ------------------ | ----------------------- | ----------------------- |
| 1993                           | Millstreet | Dida Dragan                  | «Nu pleca»                     | No se clasificó    | No se clasificó    | 7                       | 38                      |
| 1994                           | Dublín     | Dan Bittman                  | «Dincolo de nori»              | 21                 | 14                 | No hubo semifinales     | No hubo semifinales     |
| No participó en 1995           |            |                              |                                |                    |                    |                         |                         |
| 1996                           | Oslo       | Monica Anghel y Sincron      | «Rugă pentru pacea lumii»      | No se clasificó    | No se clasificó    | 29                      | 11                      |
| No participó en 1997           |            |                              |                                |                    |                    |                         |                         |
| 1998                           | Birmingham | Mălina Olinescu              | «Eu cred»                      | 22                 | 6                  | No hubo semifinales     | No hubo semifinales     |
| No participó en 1999           |            |                              |                                |                    |                    |                         |                         |
| 2000                           | Estocolmo  | Taxi                         | «The Moon»                     | 17                 | 25                 | No hubo semifinales     | No hubo semifinales     |
| No participó en 2001           |            |                              |                                |                    |                    |                         |                         |
| 2002                           | Tallin     | Monica Anghel y Marcel Pavel | «Tell me why»                  | 9                  | 71                 | No hubo semifinales     | No hubo semifinales     |
| 2003                           | Riga       | Nicola                       | «Don't break my heart»         | 10                 | 73                 | No hubo semifinales     | No hubo semifinales     |
| 2004                           | Estambul   | Sanda Ladoşi                 | «I admit»                      | 18                 | 18                 | Top 11 del año anterior | Top 11 del año anterior |
| 2005                           | Kiev       | Luminita Anghel              | «Let me try»                   | 3                  | 158                | 1                       | 235                     |
| 2006                           | Atenas     | Mihai Trăistariu             | «Tornerò»                      | 4                  | 172                | Top 11 del año anterior | Top 11 del año anterior |
| 2007                           | Helsinki   | Todomondo                    | «Liubi, liubi, I love you»     | 13                 | 84                 | Top 10 del año anterior | Top 10 del año anterior |
| 2008                           | Belgrado   | Nico y Vlad                  | «Pe-o margine de lume»         | 20                 | 45                 | 7                       | 94                      |
| 2009                           | Moscú      | Elena Gheorghe               | «The balkan girls»             | 19                 | 40                 | 9                       | 67                      |
| 2010                           | Oslo       | Paula Seling & Ovi           | «Playing with fire»            | 3                  | 162                | 4                       | 104                     |
| 2011                           | Düsseldorf | Hotel FM                     | «Change»                       | 16                 | 77                 | 4                       | 111                     |
| 2012                           | Bakú       | Mandinga                     | «Zaleilah»                     | 12                 | 71                 | 3                       | 120                     |
| 2013                           | Malmö      | Cezar                        | «It's my life»                 | 13                 | 65                 | 5                       | 83                      |
| 2014                           | Copenhague | Paula Seling & Ovi           | «Miracle»                      | 12                 | 72                 | 2                       | 125                     |
| 2015                           | Viena      | Voltaj                       | «De la capăt (All over again)» | 15                 | 35                 | 5                       | 89                      |
| 2016                           | Estocolmo  | Ovidiu Anton                 | «Moment of silence»            | Descalificado      | Descalificado      | Descalificado           | Descalificado           |
| 2017                           | Kiev       | Ilinca & Alex Florea         | «Yodel it!»                    | 7                  | 282                | 6                       | 174                     |
| 2018                           | Lisboa     | The Humans                   | «Goodbye»                      | No se clasificó    | No se clasificó    | 11                      | 107                     |
| 2019                           | Tel Aviv   | Ester Peony                  | «On a Sunday»                  | No se clasificó    | No se clasificó    | 13                      | 71                      |
| 2020                           | Róterdam   | Roxen                        | «Alcohol you»                  | Festival cancelado | Festival cancelado | Festival cancelado      | Festival cancelado      |
| 2021                           | Róterdam   | Roxen                        | «Amnesia»                      | No se clasificó    | No se clasificó    | 12                      | 85                      |
| 2022                           | Turín      | WRS                          | «Llámame»                      | 18                 | 65                 | 9                       | 118                     |
| 2023                           | Liverpool  | Theodor Andrei               | «D.G.T. (Off And On)»          | No se clasificó    | No se clasificó    | 15                      | 0                       |
| No participó entre 2024 y 2025 |            |                              |                                |                    |                    |                         |                         |

## Votación de Rumanía
Hasta su última participación, en 2023, la votación de Rumanía ha sido:
| Más puntos otorgados solo en la gran final | Más puntos otorgados solo en la gran final | Más puntos otorgados solo en la gran final |
| Pos.                                       | País                                       | Puntos                                     |
| ------------------------------------------ | ------------------------------------------ | ------------------------------------------ |
| 1                                          | Moldavia                                   | 182                                        |
| 2                                          | Grecia                                     | 109                                        |
| 3                                          | Suecia                                     | 101                                        |
| 4                                          | Rusia                                      | 80                                         |
| 5                                          | Italia                                     | 79                                         |

| Más puntos otorgados en semifinales y final | Más puntos otorgados en semifinales y final | Más puntos otorgados en semifinales y final |
| Pos.                                        | País                                        | Puntos                                      |
| ------------------------------------------- | ------------------------------------------- | ------------------------------------------- |
| 1                                           | Moldavia                                    | 294                                         |
| 2                                           | Grecia                                      | 168                                         |
| 3                                           | Suecia                                      | 154                                         |
| 4                                           | Rusia                                       | 138                                         |
| 5                                           | Hungría                                     | 136                                         |

| Más puntos recibidos solo en la final | Más puntos recibidos solo en la final | Más puntos recibidos solo en la final |
| Pos.                                  | País                                  | Puntos                                |
| ------------------------------------- | ------------------------------------- | ------------------------------------- |
| 1                                     | Moldavia                              | 159                                   |
| 2                                     | España                                | 142                                   |
| 3                                     | Israel                                | 96                                    |
| 4                                     | Grecia                                | 69                                    |
| 5                                     | Portugal                              | 65                                    |

| Más puntos recibidos en semifinales y final | Más puntos recibidos en semifinales y final | Más puntos recibidos en semifinales y final |
| Pos.                                        | País                                        | Puntos                                      |
| ------------------------------------------- | ------------------------------------------- | ------------------------------------------- |
| 1                                           | Moldavia                                    | 267                                         |
| 2                                           | España                                      | 199                                         |
| 3                                           | Israel                                      | 188                                         |
| 4                                           | Malta                                       | 131                                         |
| 5                                           | Grecia                                      | 122                                         |

## 12 puntos
- Rumanía ha dado 12 puntos a:

### Final (1993 - 2003)
| Año                                   | País                                  | Año                  | País                 | Año                  | País                 |
| ------------------------------------- | ------------------------------------- | -------------------- | -------------------- | -------------------- | -------------------- |
| No se clasificó para la final de 1993 | No se clasificó para la final de 1993 | No participó en 1997 | No participó en 1997 | No participó en 2001 | No participó en 2001 |
| 1994                                  | Alemania                              | 1998                 | Reino Unido          | 2002                 | Macedonia del Norte  |
| No participó en 1995                  | No participó en 1995                  | No participó en 1999 | No participó en 1999 | 2003                 | Suecia               |
| No se clasificó para la final de 1996 | No se clasificó para la final de 1996 | 2000                 | Rusia                |                      |                      |

| Año  | País                 | Año  | País       |
| ---- | -------------------- | ---- | ---------- |
| 2004 | Grecia               | 2010 | Dinamarca  |
| 2005 | Moldavia             | 2011 | Moldavia   |
| 2006 | Bosnia y Herzegovina | 2012 | Grecia     |
| 2007 | Moldavia             | 2013 | Azerbaiyán |
| 2008 | Grecia               | 2014 | Austria    |
| 2009 | Turquía              | 2015 | Rusia      |

| Año                            | Jurado       | Televoto  |
| ------------------------------ | ------------ | --------- |
| Fue descalificado en 2016      |              |           |
| 2017                           | Países Bajos | Hungría   |
| 2018                           | Moldavia     | Moldavia  |
| 2019                           | Moldavia     | Moldavia  |
| 2021                           | Malta        | Ucrania   |
| 2022                           | Suecia       | Suecia    |
| 2023                           | Sin jurado   | Eslovenia |
| No participó entre 2024 y 2025 |              |           |

| Año  | País     | Año  | País      |
| ---- | -------- | ---- | --------- |
| 2004 | Grecia   | 2010 | Dinamarca |
| 2005 | Moldavia | 2011 | Moldavia  |
| 2006 | Moldavia | 2012 | Moldavia  |
| 2007 | Moldavia | 2013 | Moldavia  |
| 2008 | Grecia   | 2014 | Suecia    |
| 2009 | Moldavia | 2015 | Italia    |

| Año                            | Jurado       | Televoto     |
| ------------------------------ | ------------ | ------------ |
| Fue descalificado en 2016      |              |              |
| 2017                           | Países Bajos | Moldavia     |
| 2018                           | Austria      | Moldavia     |
| 2019                           | Australia    | Países Bajos |
| 2021                           | Malta        | Moldavia     |
| 2022                           | Ucrania      | Moldavia     |
| 2023                           | Italia       | Moldavia     |
| No participó entre 2024 y 2025 |              |              |

## Galería de imágenes
|                              |
| Todomondo en Helsinki (2007) |

|                                |
| Nico & Vlad en Belgrado (2008) |

|                       |
| Elena en Moscú (2009) |

|                                   |
| Paula Seling y Ovi en Oslo (2010) |

|                         |
| Mandinga en Bakú (2012) |

|                       |
| Cezar en Malmö (2013) |

|                                         |
| Paula Seling y Ovi en Copenhague (2014) |

|                        |
| Voltaj en Viena (2015) |

|                                     |
| Ilinca y Alex Florea en Kiev (2017) |

|                             |
| The Humans en Lisboa (2018) |

|                           |
| Roxen en Rotterdam (2021) |

|                     |
| WRS en Turín (2022) |

|                                    |
| Theodor Andrei en Liverpool (2023) |

- Datos: Q548988